# Vamos por Movistar Plus+
Vamos por Movistar Plus+ é um canal de televisão por assinatura espanhol, de propriedade da Telefónica. Com temática esportiva, é o principal canal multi-desportivo da plataforma Movistar Plus+.

## História
O canal iniciou suas transmissões em modo de teste em 10 de setembro de 2018, depois da fusão dos canais esportivos Movistar Desportos 1 e 2, se tornando Movistar Desportos. Sua programação se iniciou em 16 de setembro de 2018 às 21:30 horas. Em 7 de agosto de 2019, iniciou suas transmissões o sinal para hotéis e restaurantes com o nome de #Vamos Bar em substituição de Movistar Futebol, além de seus sinais auxiliares (#Vamos Bar 1 e 2).

## Disponibilidade
Na Espanha, o canal está disponível exclusivamente no Movistar Plus+ nos canais 8 e 45, em alta definição para clientes de fibra e satélite, e em definição regular para clientes de ADSL. Também está disponível como canal linear no serviço de vídeo sob demanda, tanto para clientes Fusión como do Movistar+ Lite.
Em Andorra está disponível na SomTV no canal 201 em alta definição.